# Yorlenis Morán
Yorlenis Milagros Morán Sánchez (ur. 17 czerwca 2004) – panamska zapaśniczka walcząca w stylu wolnym. 
Zajęła szóste miejsce na igrzyskach panamerykańskich w 2023. Czwarta na igrzyskach boliwaryjskich w 2022. Piąta na igrzyskach Ameryki Środkowej i Karaibów w 2023. Brązowa medalistka mistrzostw panamerykańskich w 2024. Trzecia na igrzyskach panamerykańskich młodzieży w 2021. Druga na mistrzostwach panamerykańskich juniorów 2022, a także w zawodach kadetów w 2021 roku.